# Tennis ai Giochi della XXXIII Olimpiade - Doppio misto
Il torneo di doppio misto ai Giochi olimpici di Parigi del 2024 si è svolto dal 29 luglio al 2 agosto 2024 sui campi dello Stade Roland Garros. I match si svolgono al meglio dei due set su tre. Il tiebreak è previsto solo se i primi due set raggiungono il 6-6.
Anastasija Pavljučenkova e Andrej Rublëv erano i detentori della medaglia, ma hanno deciso di non partecipare a questa edizione del torneo.
Gabriela Dabrowski e Félix Auger-Aliassime hanno vinto la medaglia di bronzo sconfiggendo Demi Schuurs e Wesley Koolhof con il punteggio di 6-3, 7-6(2).
Kateřina Siniaková e Tomáš Macháč hanno vinto la medaglia d'oro sconfiggendo Wang Xinyu e Zhang Zhizhen con il punteggio di 6-2, 5-7, [10-8].

## Calendario
| Luglio      | Luglio      | Luglio           | Agosto     | Agosto          | Agosto |
| 29          | 30          | 31               | 1          | 2               | 2      |
| 11:00       | 11:00       | 11:00            | 15:00      | 15:00           | 15:00  |
| ----------- | ----------- | ---------------- | ---------- | --------------- | ------ |
| Primo turno | Primo turno | Quarti di Finale | Semifinali | Finale 3º Posto | Finale |

## Teste di serie
1. Laura Siegemund /  Alexander Zverev (primo turno)
2. Ellen Perez /  Matthew Ebden (quarti di finale)

1. Coco Gauff /  Taylor Fritz (quarti di finale)
2. Maria Sakkarī /  Stefanos Tsitsipas (primo turno)

## Tabellone
Legenda
- IP = Invitati dall'ITF
- Alt = Alternate
- PR = Protected Ranking

- w/o = Walkover
- r = Ritirato
- d = Squalificato

| Primo turno | Primo turno                   | Primo turno | Primo turno | Primo turno |  |    | Quarti di finale              | Quarti di finale     | Quarti di finale | Quarti di finale | Quarti di finale |  |  | Semifinali | Semifinali                    | Semifinali | Semifinali | Semifinali |  |                           | Finale Medaglia d'Oro                    | Finale Medaglia d'Oro           | Finale Medaglia d'Oro     | Finale Medaglia d'Oro     | Finale Medaglia d'Oro |
|             |                               |             |             |             |  |    |                               |                      |                  |                  |                  |  |  |            |                               |            |            |            |  |                           |                                          |                                 |                           |                           |                       |
| 1           | L Siegemund A Zverev          | 4           | 5           |             |  |    |                               |                      |                  |                  |                  |  |  |            |                               |            |            |            |  |                           |                                          |                                 |                           |                           |                       |
|             | K Siniaková T Macháč          | 6           | 7           |             |  |    |                               | K Siniaková T Macháč | 7                | 6                |                  |  |  |            |                               |            |            |            |  |                           |                                          |                                 |                           |                           |                       |
|             | C Garcia É Roger-Vasselin     | 4           | 6           | [7]         |  | PR | E Shibahara K Nishikori       | 5                    | 2                |                  |                  |  |  |            |                               |            |            |            |  |                           |                                          |                                 |                           |                           |                       |
| PR          | E Shibahara K Nishikori       | 6           | 3           | [10]        |  |    |                               |                      |                  |                  |                  |  |  |            | K Siniaková T Macháč          | 6          | 6          |            |  |                           |                                          |                                 |                           |                           |                       |
| 3           | C Gauff T Fritz               | 6           | 6           | [10]        |  |    |                               |                      |                  |                  |                  |  |  |            | G Dabrowski F Auger-Aliassime | 3          | 3          |            |  |                           |                                          |                                 |                           |                           |                       |
| Alt         | N Podoroska M González        | 1           | 7           | [5]         |  |    | 3                             | C Gauff T Fritz      | 62               | 6                | [8]              |  |  |            |                               |            |            |            |  |                           |                                          |                                 |                           |                           |                       |
|             | H Watson J Salisbury          | 5           | 6           | [3]         |  |    | G Dabrowski F Auger-Aliassime | 7                    | 3                | [10]             |                  |  |  |            |                               |            |            |            |  |                           |                                          |                                 |                           |                           |                       |
|             | G Dabrowski F Auger-Aliassime | 7           | 4           | [10]        |  |    |                               |                      |                  |                  |                  |  |  |            |                               |            |            |            |  |                           |                                          | Kateřina Siniaková Tomáš Macháč | 6                         | 5                         | [10]                  |
|             | S Errani A Vavassori          | 6           | 6           |             |  |    |                               |                      |                  |                  |                  |  |  |            |                               |            |            |            |  |                           | Alt                                      | Wang Xinyu Zhang Zhizhen        | 2                         | 7                         | [8]                   |
|             | M Andreeva D Medvedev         | 3           | 2           |             |  |    |                               | S Errani A Vavassori | 7                | 3                | [9]              |  |  |            |                               |            |            |            |  |                           |                                          |                                 |                           |                           |                       |
|             | D Schuurs W Koolhof           | 6           | 7           |             |  |    | D Schuurs W Koolhof           | 64                   | 6                | [11]             |                  |  |  |            |                               |            |            |            |  |                           |                                          |                                 |                           |                           |                       |
| 4           | M Sakkarī S Tsitsipas         | 4           | 63          |             |  |    |                               |                      |                  |                  |                  |  |  |            | D Schuurs W Koolhof           | 6          | 4          | [4]        |  |                           |                                          |                                 |                           |                           |                       |
| Alt         | L Stefani T Seyboth Wild      | 6           | 3           | [8]         |  |    |                               |                      |                  |                  |                  |  |  | Alt        | Xin Wang Z Zhizhen            | 2          | 6          | [10]       |  |                           |                                          |                                 |                           |                           |                       |
| Alt         | Xin Wang Z Zhizhen            | 3           | 6           | [10]        |  |    | Alt                           | Xin Wang Z Zhizhen   | 68               | 7                | [10]             |  |  |            |                               |            |            |            |  | Finale Medaglia di Bronzo | Finale Medaglia di Bronzo                | Finale Medaglia di Bronzo       | Finale Medaglia di Bronzo | Finale Medaglia di Bronzo |                       |
|             | S Sorribes Tormo M Granollers | 3           | 4           |             |  | 2  | E Perez M Ebden               | 7                    | 68               | [5]              |                  |  |  |            |                               |            |            |            |  |                           | Gabriela Dabrowski Félix Auger-Aliassime | 6                               | 7                         |                           |                       |
| 2           | E Perez M Ebden               | 6           | 6           |             |  |    |                               |                      |                  |                  |                  |  |  |            |                               |            |            |            |  |                           |                                          | Demi Schuurs Wesley Koolhof     | 3                         | 62                        |                       |